# ابوبکر رعایة الدین المعظم شاه
ابوبکر رعایة الدین المعظم شاه (جاوی:سلطان أبو بکر رعایة الدین المعظم شاه ابن المرحوم سلطان عبدالله المعتصم بالله شاه؛ زادهٔ ۲۹ مهٔ ۱۹۰۴ –درگذشت ۵ مهٔ ۱۹۷۴) جی‌سی‌ام‌جی (GCMG) چهارمین سلطان از سلاطین نوین پاهانگ بود.

## دوران زندگی
او در روز ۲۹ مه ۱۹۰۴ در ایستانا هینگاپ، پکان بدنیا آمد. ابوبکر دومین پسر سلطان عبدالله المعتصم بالله شاه از زن دوم او، کلثوم بنت عبدالله است.